# Садовский, Максим Павлович
М. П. Садовский (укр. М. П. Садовский; даты и места рождения и смерти) — директор Харьковского электротехнического института с 1938 по 1939 год. Возможно был репрессирован. 

## Биография
О жизни и деятельности Садовского известно крайне мало. Неизвестно его имя и отчество, известны лишь его инициалы «М. П.», также неизвестными остаются его дата и место рождения. По мнению исследовательницы Т. Г. Павловой был Садовский был членом ВКП(б) и имел высшее техническое образование.